# Leffard
Leffard és un municipi francès situat al departament de Calvados i a la regió de Normandia. L'any 2007 tenia 157 habitants.

## Demografia

### Població
El 2007 la població de fet de Leffard era de 157 persones. Hi havia 52 famílies de les quals 8 eren unipersonals (4 homes vivint sols i 4 dones vivint soles), 16 parelles sense fills i 28 parelles amb fills.
La població ha evolucionat segons el següent gràfic:
Habitants censats

### Habitatges
El 2007 hi havia 69 habitatges, 60 eren l'habitatge principal de la família, 3 eren segones residències i 6 estaven desocupats. Tots els 68 habitatges eren cases. Dels 60 habitatges principals, 51 estaven ocupats pels seus propietaris, 7 estaven llogats i ocupats pels llogaters i 2 estaven cedits a títol gratuït; 1 tenia una cambra, 2 en tenien dues, 8 en tenien tres, 17 en tenien quatre i 32 en tenien cinc o més. 45 habitatges disposaven pel capbaix d'una plaça de pàrquing. A 24 habitatges hi havia un automòbil i a 33 n'hi havia dos o més.

### Piràmide de població
La piràmide de població per edats i sexe el 2009 era:
| Homes | Edats   | Dones |
| ----- | ------- | ----- |
| 0     | 95 o +  | 4     |
| 0     | 90 a 94 | 4     |
| 0     | 85 a 89 | 0     |
| 0     | 80 a 84 | 0     |
| 0     | 75 a 79 | 0     |
| 4     | 70 a 74 | 0     |
| 4     | 65 a 69 | 4     |
| 8     | 60 a 64 | 8     |
| 0     | 55 a 59 | 0     |
| 4     | 50 a 54 | 4     |
| 24    | 45 a 49 | 12    |
| 12    | 40 a 44 | 12    |
| 0     | 35 a 39 | 4     |
| 4     | 30 a 34 | 0     |
| 0     | 25 a 29 | 0     |
| 8     | 20 a 24 | 12    |
| 12    | 15 a 19 | 24    |
| 4     | 10 a 14 | 8     |
| 4     | 5 a 9   | 8     |
| 0     | 0 a 4   | 0     |

## Economia
El 2007 la població en edat de treballar era de 105 persones, 72 eren actives i 33 eren inactives. De les 72 persones actives 65 estaven ocupades (42 homes i 23 dones) i 7 estaven aturades (1 home i 6 dones). De les 33 persones inactives 14 estaven jubilades, 6 estaven estudiant i 13 estaven classificades com a «altres inactius».

### Ingressos
El 2009 a Leffard hi havia 62 unitats fiscals que integraven 161 persones, la mediana anual d'ingressos fiscals per persona era de 17.953 €.

### Activitats econòmiques
L'únic establiment que hi havia el 2007 era d'una empresa de construcció.
L'any 2000 a Leffard hi havia 14 explotacions agrícoles que ocupaven un total de 469 hectàrees.

## Poblacions més properes
El següent diagrama mostra les poblacions més properes.